# Marcel Bich
Il barone Marcel Bich (pron. fr. AFI: [maʁsɛl bik]) (Torino, 29 luglio 1914 – Parigi, 30 maggio 1994) è stato un nobile e imprenditore italiano naturalizzato francese.

## Biografia

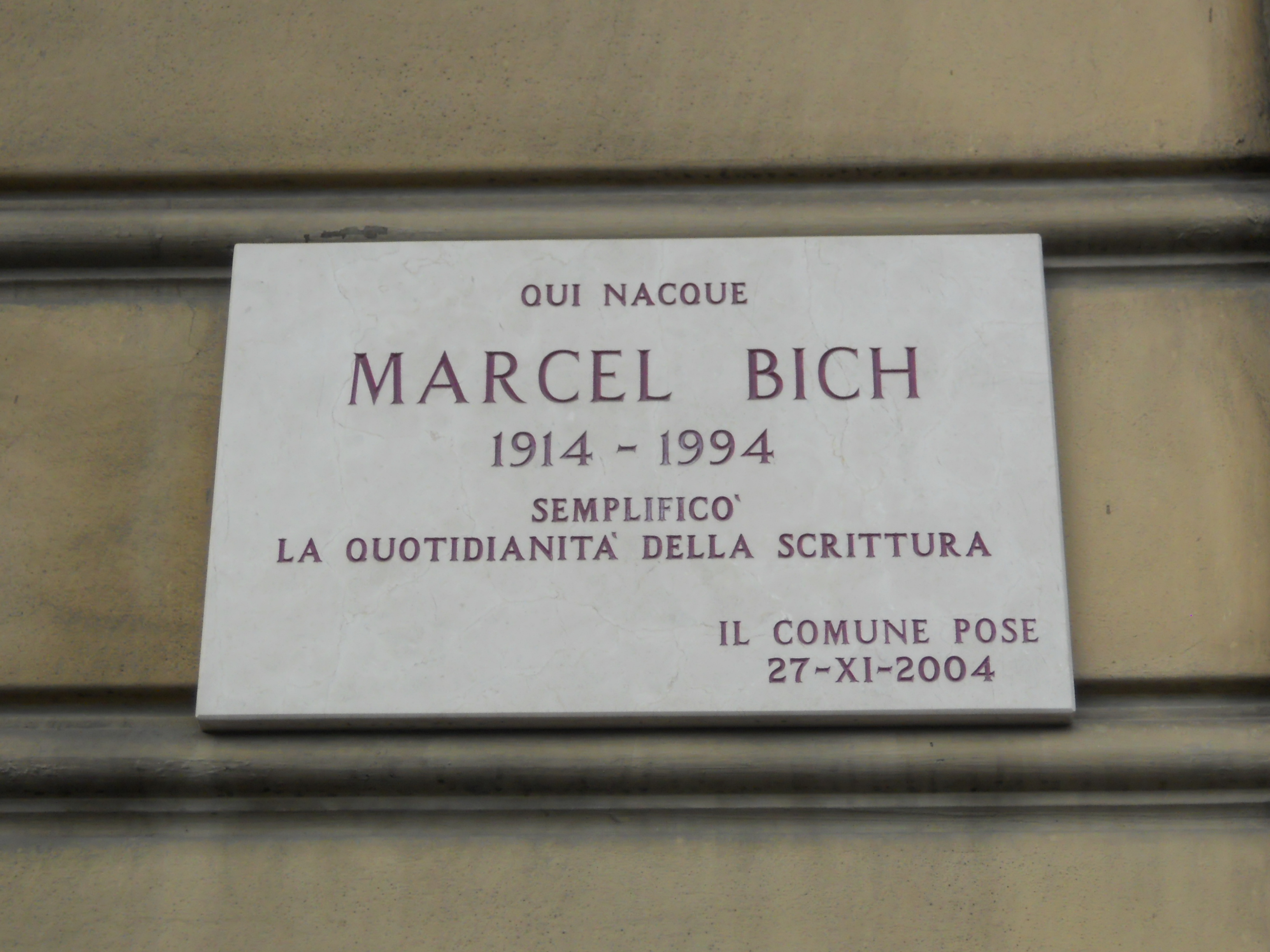
Targa a Torino

Originario di Châtillon (Valle d'Aosta), da una famiglia della Valtournenche, dove il cognome Bich è ancora oggi largamente diffuso, Marcel Bich era figlio di Aimé-Mario (20 dicembre 1882 - 1955) e di Marie Muffat de Saint-Amour de Chanaz (17 gennaio 1886 - 1967).
La famiglia Bich, secondo la leggenda originaria di Siena, dove erano conosciuti come Bicchi, intorno al 1370, durante la guerra tra guelfi e ghibellini, si trasferì in Valle d’Aosta, a Valtournenche, dove francesizzò il suo cognome in Bich. Il titolo di barone fu conferito al suo bisnonno Emmanuel Bich, sindaco di Aosta, il 13 luglio 1841 da Carlo Alberto di Savoia. 
A seguito di esperienze industriali deludenti in Italia, suo padre emigrò in Francia. Marcel Bich venne naturalizzato francese insieme ai suoi genitori e fratelli il 2 agosto 1930.
Laureatosi in Legge alla Sorbona, divenne famoso dopo la seconda guerra mondiale per aver modificato e diffuso la penna a sfera, comprandone il brevetto dal suo inventore, László József Bíró. La produsse con tecnologia automatizzata di alta precisione e la diffuse in tutto il mondo col nome Bic (il suo cognome senza l'acca finale). Fu uno dei primi grandi industriali francesi e la sua capacità imprenditoriale spaziò dalla penna a sfera ad accendini, rasoi, calze e collant, windsurf e barche a vela. Disputò anche la Coppa America con la sua barca "France".
Nel 2004, a dieci anni dalla sua morte, il Comune di Torino ha collocato una targa sul muro della casa di corso Re Umberto 60 in cui Marcel Bich nacque.

## Famiglia e discendenza
Marcel aveva due fratelli: la sorella Marie-Thérèse (1913-1970) e il fratello Albert (1916-1989).
Sposò Louise Chamussy nel 1937 e, dopo la sua morte nel 1950, sposò Jacqueline de Dufourq (1911-2007, divorziata) e poi Laurence Courier de Mère (1932-) nel 1956.
Ebbe 11 figli, di cui quattro hanno ricoperto incarichi di rilievo nell'azienda BIC: Bruno, Claude, François e Marie-Aimée Bich-Dufour.